# Frim Jakab
Frim Jakab (Körmend, 1852. május 1. – Budapest, Erzsébetváros, 1919. április 23.) tanító, gyógypedagógus. Elsőként tárta fel Magyarországon az értelmi fogyatékosok nehéz sorsát és hozott létre számukra nevelőintézetet (Rákospalota, 1875). Nevéhez fűződik a gyógypedagógia fogalmának bevezetése a magyar pedagógiai szakirodalomba.

## Élete
Frim Ferenc és Kohn Rozália fiaként született. Gimnáziumi tanulmányait Nagykanizsán folytatta. Már fiatalon, 14 éves korától érdekelték a fogyatékkal élő emberek, és elhatározta, hogy a későbbiekben nekik akar segíteni. Tanított Varasdon, Szentpéterfán, Körmenden és Sárváron. Kőszegen elvégezte a tanítói pót-tanfolyamot, majd jelentkezett a fővárosi Tanítóképzőbe. Budapesten kapott tanítói oklevelet. Két tanára támogatásával Trefort Ágoston miniszter Frimet európai tanulmányútra küldte. Francia, holland, német és orosz gyógyintézeteket tanulmányozott, hogy hasonló hazai gyógyintézetet hozzanak létre. 1875. november 1-jén nyílt meg a Munka elnevezésű gyógyintézet Rákospalotán, ami részben az ő tapasztalatain, jártasságán alapult. 1896-ban a folyamatos anyagi problémák miatt felajánlotta az államnak. Testvére Frim Antal (1855–?) szintén gyógypedagógus volt, siketek számára magánintézetet működtetett (1885–1897).
A gyakorlati nevelőmunka mellett széles körű tudományos munkásságot folytatott. Mindig figyelemmel kísérte a pszichológia és pszichiátria legújabb kutatásait, ezáltal tudta alakítani és tökéletesíteni a gyógypedagógia módszertanát.

## Családja
Felesége Goldreich Anna (1852–1944).
Gyermekeik:
- Frim Olga (1877–?). Férje Neuberger Ignác fakereskedő.
- Frim Arthur (1878–1905) orvos.
- Körmendi Frim Aranka (1879–1951). Férje Ascher István (1874–1938).
- Körmendi Frim Ödön (1881–1956)
- Frim Margit (1883–1965). Férje Pogány Géza (Pick Fülöp) gyógyszerész.
- Körmendi-Frim Ervin (1885–1939) festőművész.
- Körmendi-Frim Jenő (1886–1959) szobrász- és éremművész.
- Frim Ferenc (1888–1903)
- Frim Ibolyka (1890–?).

## Munkássága

### Gyakorlati tevékenysége

#### Tanítójelöltként
Tanítójelöltként megismerkedett jeles európai pszichológusokkal és számos európai intézet vezetőjével. Az ő tudásuk, ismeretük segítségével vázolta saját elképzeléseit. A társadalom alapvető humánus összefogásának és kötelességének nevezte a mindenki által elhagyott emberek gondozásának, nevelésének és foglalkoztatásának kérdését. 

#### Nevelő intézet létrehozása
Elsőként létesített nevelő intézetet értelmi fogyatékosok számára (1875). Tanulmányozta Európa-szerte a gyógypedagógiai munkát. A Munka nevű intézet sajnos hosszú éveken keresztül anyagi gondokkal küzdött, a társadalmi gyűjtések ellenére is. Csak alapítványok és Frim magánvagyona tartotta fent. Az intézet mindezek mellett fejlődött, a színvonal és az elért eredmények ismertté tették. 1877-től ,,Első magyar hülyenevelő- és ápoló intézet” lett, melyet saját költségén hozott létre. Az intézet sokat fejlődött, azonban 1896-ban anyagi nehézségek miatt fel kellett ajánlania az államnak.

#### Az Intézet jelentősége
Tevékenységével nemcsak az értelmi fogyatékosok intézményes gyógyító nevelésének, hanem az ápoló intézetek alapjait is ő rakta le. A korabeli sajtó foglalkozott Frim Jakab munkásságával, ennek több oka is volt: az ügy újszerűsége, valamint a téma iránti fokozottabb igény jelentkezése. A nevelés elsődlegességét hirdette, az intézet vezetését pedagógusokra bízta, és a vallásos nevelést tartotta a legfőbb gyógyító-nevelő eszköznek.

### Tudományos munkássága
A gyakorlati nevelőmunka mellett széles körű tudományos munkásságot is kifejtett. A betegek oktatása és gondozása mellett állandó figyelemmel kísérte a pszichiátria és pszichológia legújabb eredményeit, kutatásait és ezek segítségével tudta alakítani a gyógypedagógiai módszertanát. 1884-ben Frim Jakab vezette be a gyógypedagógia fogalmát a magyar pedagógiai szakirodalomba. 
- Felosztása szerint a gyermeki tompaelméjűségnek három foka van:
  - tompaelméjűek, akiket szoktatni lehet
  - betegelméjűek, akik fejlődésre képesek
  - gyengeelméjűek, akik képesíthetők

Mindazonáltal az általa használt fogalmak nem tisztázódtak megfelelően. A hülyeséget elmebetegségnek nevezi, és kijelenti, hogy az őrültség, mely ugyancsak elmebetegség, nem azonos a hülyeséggel. Gyógyító nevelésének célját sem definiálta megfelelően.

### Módszerei, nevelési szemlélete
A zenét az egyik legfontosabb képzőeszköznek tartotta, valamint az emlékezet fejlesztését történetek újramondásával. A tanítók figyelmét a szeretetteljes bánásmódra és a nagyfokú türelemre hívta fel:
„Minden gyermek külön veendő elő, a tanító figyelje vagy tanulja meg, mint kell vele bánni és mint győzheti le a testet és szellemet fogva tartó gyengeségeket. Erre vonatkozólag nem lehet pontos szabályokat állítani; egy valami állandó: hogy a tanító szeretetteljes bánásmód által a gyermekeket magához vonzza és hogy befolyást nyerjen náluk” (Frim, 1884, 50.)
Az előkészítő tanítás utáni iskoláztatásnál a szemléleti oktatást helyezte előtérbe. Felismerte, hogy fontos a hozzá kerülő gyermek korábbi adatainak, élete eseményeinek ismerete is, ezzel a mai anamnézis lap elődjét fedezte fel.
Tantervet és órarendet nem készített, elveit és módszereit vázlatosan jegyezte le. Frim külön tanulmányozta azokat a szakmákat, amelyekben neveltjei meg tudják állni helyüket. 
Szerinte a társadalom számára hasznos szakmát kell tanítani az értelmi fogyatékosoknak, hogy ezzel is segítsék számukra az életbe való beilleszkedést, integrálódást. A nevelés alapja szerinte a szoktatás az engedelmességre, a rendre, valamint a társas életre.
„Az értelmi fogyatékos gyerekeket nem elég megóvni, menhelyet létesíteni számukra, hanem gyógyítani, nevelni és képezni kell, hogy legalább félig hasznavehető egyéniségekké válhassanak.”

### Céljai
Kollégáival azt tervezték, hogy az egész társadalom segítségével a szellemi fogyatékossággal élőket visszaadják az életnek, megkeresik számukra a képességnek megfelelő helyet, valamint felhívják a közvélemény figyelmét arra, hogy ápoltjaik sorsa milyen szánalmas és hogy megteremtik a legszélesebb összefogást.

### Művei
- A hülyeség és a hülye intézetek, különös tekintettel Magyarország hülyéire (Budapest, 1884.)
- A hülyék és gyengeelméjűek budapesti prospektusa (Budapest, 1898.)

## Díjai, elismerései
- 1876-ban a philadelphiai egyetem a pszichológiai tudományok doktora címet adományozza számára
- 1879-ben Párizsban aranyéremmel tüntették ki. Jóval később hazánkban is elismerték.

## Emlékezete
Magyarországon több intézménynek névadója, például: a tiszalöki Frim Jakab Általános Iskola - Készségfejlesztő Szakiskola és Kollégium; a szombathelyi Frim Jakab Általános Iskola; Budapesten a Budapest XIII. kerületben a Frim Jakab Napköziotthon, ami 1991-ben jött létre; Vácegresen pedig a Frim Jakab Lakóotthon.

## Összefoglalás
Frim Jakab egész életében a magyar gyógypedagógia megalapozására törekedett. Nem volt szakszerűen képzett gyógypedagógus, de munkássága, életműve, embersége nagyban hozzájárult a hazai elmebetegügy és a gyógypedagógia helyzetének és színvonalának javításához.